# Taankleurige heremietkolibrie
De taankleurige heremietkolibrie (Phaethornis syrmatophorus) is een vogel uit de familie Trochilidae (kolibries).

## Verspreiding en leefgebied
Deze soort komt voor van Colombia tot Peru en telt twee ondersoorten:
- P. s. syrmatophorus: westelijk Colombia en zuidwestelijk Ecuador.
- P. s. columbianus: oostelijk Colombia, oostelijk Ecuador en noordelijk Peru.